# Окольничий
Око́льничий — придворный чин и должность в Русском царстве в XIII—XVIII веках.
В Толковом словаре живого великорусского языка у В. Даля, окольничий — чин приближенного к царю, по службе, лица, второй сверху по чину. С середины XVI века — второй (после боярина) думный чин Боярской думы. Окольничие возглавляли приказы, полки, назначались в дипломатические миссии, и так далее.
В. Н. Татищев связывал слово окольничий со словами «околичность» и «окольный», что оправдывается до некоторой степени нахождением в древних актах слова «околичники», употребляемого вместо «окольничих».

## История
Название окольничего встречается в грамоте смоленского князя Фёдора Ростиславича (1284). Древние указания на окольничих встречаются в памятниках XIV века (договорная грамота великого князя Симеона Гордого с братьями и жалованная грамота великого князя рязанского Олега Ивановича Ольгову монастырю). Судя по московским памятникам XVI и XVII веков, окольничим поручались те же дела по управлению, что и боярам, с тем только различием, что они везде занимали второе место после бояр. Они сидели в приказах, назначались наместниками и воеводами, бывали послами и членами государевой думы. Первоначально, как видно из разрядных книг, их служба заключалась в устройстве всего необходимого для путешествия князей и царей («устраивать путь и станы для государя» — значило быть окольничим и во встрече и представлении государю иностранных послов, которым они также устраивали и помещение).
Число окольничих сначала было очень невелико. По смерти Василия Тёмного оказался налицо один окольничий; очень долго при его преемнике было не более троих окольничих (Афанасий Еропкин и другие). К концу царствования Ивана III число их стало возрастать: он оставил сыну шестерых окольничих. При Грозном часто назначалось по 4—6 окольничих. При Дмитрии Самозванце их было 14. При Василии Шуйском — 17, при Михаиле Фёдоровиче — от 9 до 17. Алексей Михайлович оставил сыну 12 окольничих. Последними пожалованными в этот чин были князь М. Ф. Шаховской, князь М. М. Жировой-Засекин и П. В. Бутурлин в 1712 году.
С увеличением числа окольничих обязанности их всё более расширялись. В частности, по Судебникам на окольничих возлагается обязанность следить за соблюдением правил «поля», то есть судебного поединка. В окольничие возводились обыкновенно люди из менее родовитых фамилий, средних боярских родов. Нередко назначались в окольничие для приближения к царю и затем возводились в боярство люди не именитые, например Алексей Адашев, Басмановы, Годуновы, Стрешневы, Артамон Матвеев, Нарышкины, Хитрово. В XVII веке среди окольничих появились ближние, или комнатные, окольничие, которым иногда давалось место даже впереди бояр неближних. Денежное жалованье окольничего зависело исключительно от усмотрения государя; вначале оно было не более 300 рублей, а к концу XVII века иногда доходило до 800 рублей. Уложение Алексея Михайловича определяло окольничему только размер поместного оклада в Московском уезде (150 четей); но этот оклад давался не всегда, а по особому государеву указу. Были случаи отказа от пожалования в окольничие (П. П. Головин).
В войсках нового строя должности квартирмейстера обозначались «по-русски большие полковые окольничие».
Сочинение коллежского советника Ф. И. Миллера «Известия о российских дворянах» даёт восемь степеней дворянства до времён Петра Великого:
1. Бояре;
2. Окольничие;
3. Думные дворяне;
4. Стольники;
5. Стряпчие;
6. Дворяне;
7. Жильцы;
8. Дети боярские.

C появлением петровской Табели о рангах назначение в окольничьи прекратилось само собой, хотя никакой официальной отмены должности не последовало.

## Список окольничих
| Год                                            | Фамилия, имя, отчество                      | Примечания |
| ---------------------------------------------- | ------------------------------------------- | --- |
| Иван III Васильевич                            |                                             | |
| 1462                                           | Нарышка                                     | |
| 1462                                           | Курбат                                      | лета 6971(1462 г.) выехали из Крыму Мортка да Курбат да Нарышка к в.кн. Ивану Васильевичу (Иван 3). А Курбат да Нарышка были окольничими |
| 1462                                           | Ощера Иван Васильевич                       | |
| 1476-1522                                      | Воронцов-Вельяминов Щедра Иван Васильевич   | |
| 1476                                           | Плещеев Андрей Михайлович                   | |
| 1485                                           | Плещеев Юрло Михайлович                     | |
| 1487-1503                                      | Басенков Никифор Фёдорович                  | |
| 1489                                           | Кутузов Шестян Юрий Иванович                | |
| 1489-1501                                      | Кутузов Борис Васильевич                    | |
| 1495-1505                                      | Заболоцкий Пётр Григорьевич                 | |
| 1495-1504                                      | Князь Звенигородской Звенец Иван Иванович   | |
| 1495                                           | Плещеев Пётр Михайлович                     | |
| 1498-1524                                      | Воронцов-Вельяминов Обляс Иван Васильевич   | |
| 1500                                           | Мамон Григорий Андреевич                    | |
| 1500                                           | Чулков-Чебот Иван Васильевич                | |
| 1501-1515                                      | Давыдов Пётр Фёдорович                      | |
| 1501                                           | Князь Ромодановский Василий Васильевич      | |
| 1501                                           | Сакмышев Афанасий Фёдорович                 | |
| 1503                                           | Мамонов Иван Григорьевич                    | |
| Василий III Иванович                           |                                             | |
| 1506-1515                                      | Заболоцкий Константин Григорьевич           | |
| 1506                                           | Князь Ушатой Константин Фёдорович           | |
| 1510                                           | Князь Ноздреватой Василий Иванович          | |
| 1510-1511                                      | Беззубцов Михаил Константинович             | |
| 1510-1516                                      | Житов Пётр Иванович                         | |
| 1510-1520                                      | Жулебин Иван Андреевич                      | |
| 1510-1522                                      | Захарьин Пётр Яковлевич                     | |
| 1510                                           | Морозов Иван Григорьевич                    | |
| 1510                                           | Сабуров Андрей Васильевич                   | |
| 1510                                           | Симской Хабар Иван Васильевич               | |
| 1512-1515                                      | Колычёв Любан Иван Андреевич                | Убит |
| 1513-1535                                      | Бутурлин Андрей Никитич                     | |
| 1514-1528                                      | Захарьин Василий Яковлевич                  | |
| 1514-1538                                      | Захарьин Михаил Юрьевич                     | |
| 1514-1520                                      | Китаев Дмитрий Васильевич                   | |
| 1514                                           | Ляцкой Иван Васильевич                      | |
| 1516                                           | Морозов Василий Григорьевич                 | |
| 1516                                           | Пешко-Сабуров Фёдор Семёнович Муса          | |
| 1517                                           | Карпов Фёдор Иванович                       | |
| 1518                                           | Тучков Михаил Васильевич                    | |
| 1522                                           | Плещеев Михаил Андреевич                    | |
| 1522                                           | Князь Серебряный Семён Дмитриевич           | |
| 1522                                           | Князь Телепнев Немой Иван Васильевич        | |
| 1522                                           | Князь Ушатой Иван Фёдорович                 | |
| 1523-1529                                      | Великой Андрей Петрович                     | |
| 1523                                           | Князь Кубенской Михаил Иванович             | |
| 1524                                           | Князь Палецкой Иван Фёдорович               | |
| 1525-1534                                      | Беззубцов Фёдор Иванович                    | |
| 1530                                           | Карпов Фёдор Иванович                       | |
| 1532                                           | Морозов Яков Григорьевич                    | |
| 1532                                           | Князь Ушатой Чулок Василий Васильевич       | |
| Иван IV Васильевич                             |                                             | |
| 1535                                           | Морозов Брюхов Иван Семёнович               | |
| 1535                                           | Шестунов Семён Васильевич Кривой            | |
| 1536-1561                                      | Воронцов Фока Иван Семёнович                | |
| 1538-1554                                      | Жулебин Иван Иванович Большой               | |
| 1538-1543                                      | Иванов Дмитрий Данилович                    | |
| 1539                                           | Нагой Фёдор Михайлович                      | |
| 1539-1545                                      | Беззубцов Епанчин Семён Семёнович           | |
| 1540                                           | Князь Ряполовский Стригин Иван Фёдорович    | |
| 1542                                           | Плещеев Фёдор Михайлович                    | |
| 1543-1547                                      | Беззубцов Иван Иванович                     | |
| 1544                                           | Шеин Иван Дмитриевич                        | |
| 1547-1551                                      | Колычёв Рудаков Иван Иванович               | |
| 1547                                           | Захарьин Даниил Романович                   | Окольничий и дворецкий (1547) |
| 1548-1555                                      | Колычёв Умной Иван Иванович                 | |
| 1548-1556                                      | Адашев Фёдор Григорьевич                    | |
| 1548                                           | Морозов Григорий Васильевич                 | |
| 1548                                           | Морозов Михаил Яковлевич                    | |
| 1548                                           | Юрьев Данила Романович                      | |
| 1549-1557                                      | Квашнин Андрей Александрович                | |
| 1549-1571                                      | Карпов Долмат Фёдорович                     | |
| 1549                                           | Шереметьев Иван Васильевич Большой          | |
| 1549                                           | Яковля Григорий Петрович                    | |
| 1550-1554                                      | Карпов Иван Фёдорович                       | |
| 1550                                           | Заболоцкий Семён Константинович             | |
| 1550                                           | Морозов Владимир Васильевич                 | |
| 1550                                           | Морозов Пётр Васильевич                     | |
| 1550                                           | Сабуров Пешко Семён Дмитриевич              | |
| 1550                                           | Салтыков Яков Андреевич                     | |
| 1552-1567                                      | Воронцов Иван Михайлович                    | |
| 1552-1562                                      | Головин Иван Петрович                       | |
| 1552                                           | Морозов Семён Иванович                      | |
| 1552                                           | Плещеев Басманов Алексей Данилович          | |
| ? (ум. 1566)                                   | Головин Михаил Петрович                     | Казнён |
| 1552                                           | Салтыков Лев Андреевич                      | |
| 1552                                           | Чеботов Иван Яковлевич                      | |
| 1554                                           | Князь Хворостинин Иван Дмитриевич           | |
| 1554                                           | Алферьев Иван Васильевич                    | |
| 1555-1560                                      | Борисов Василий Петрович                    | |
| 1555-1561                                      | Адашев Алексей Фёдорович                    | |
| 1555                                           | Чеботов Дмитрий Андреевич                   | |
| 1555                                           | Яковля Михаил Васильевич                    | |
| 1556                                           | Плещеев Дмитрий Михайлович                  | |
| 1556                                           | Данилов Василий Дмитриевич                  | |
| 1557                                           | Яковля Семён Васильевич                     | |
| 155?                                           | Яковля Иван Петрович                        | |
| 1557                                           | Шереметьев Никита Васильевич                | |
| 1558                                           | Шереметьев Иван Васильевич Меньшой          | |
| 1558                                           | Шестунов Дмитрий Семёнович                  | |
| 1559                                           | Адашев Данила Фёдорович                     | Казнён |
| 1559                                           | Колычёв Умной Фёдор Иванович                | |
| 1559                                           | Князь Сицкой Василий Андреевич              | |
| 1559                                           | Юрьев Михаил Никитич                        | |
| 1559                                           | Яковля Василий Петрович                     | |
| ? (ум. 1561)                                   | Князь Палецкой Дмитрий Фёдорович            | |
| 1563-1575                                      | Зайцов Пётр Васильевич                      | |
| 1563                                           | Плещеев Овчина Захарий Иванович             | |
| 1563-1567                                      | Головин Пётр Петрович                       | |
| 1565-1575                                      | Колычёв Умной Василий Иванович              | |
| 1565-1571                                      | Лыков Михаил Матвеевич (не князь)           | |
| 1565                                           | Тучков Михаил Михайлович                    | |
| 1565                                           | Чулков Иван Иванович                        | |
| 1567-1571                                      | Колычёв Михаил Иванович                     | Казнён |
| 1567-1576                                      | Борисов Никита Васильевич                   | |
| 1568-1571                                      | Князь Вяземский Василий Иванович            | |
| 1569                                           | Князь Хворостинин Дмитрий Иванович          | |
| 1571                                           | Князь Хворостинин Иван Михайлович           | |
| 1572                                           | Собакин Григорий Степанович                 | |
| 1572                                           | Собакин Василий Степанович Меньшой          | |
| 1572                                           | Князь Щербатов Осип Михайлович              | |
| 1573                                           | Князь Татев Пётр Степанович                 | |
| 1573                                           | Колычёв Василий Григорьевич                 | |
| 1573-1578                                      | Воронцов Василий Фёдорович                  | Казнён |
| 1573-1605                                      | Годунов Дмитрий Иванович                    | |
| 1573                                           | Князь Токмаков Юрий Иванович                | |
| 1573                                           | Князь Тулупов Борис Давыдович               | |
| 1576-1605                                      | Годунов Степан Васильевич                   | |
| 1576                                           | Шеин Борис Васильевич                       | |
| 1577                                           | Князь Татев Пётр Иванович                   | |
| 1577                                           | Князь Хворостинин Дмитрий Иванович          | |
|                                                |                                             | |
| 1577                                           | Нагой Фёдор Фёдорович                       | |
| 1577                                           | Петров Михаил Петрович                      | |
| 1577                                           | Шереметьев Фёдор Васильевич                 | |
| 1577-1580                                      | Князь Долгоруков Тимофей Иванович           | |
| 1563-1571                                      | Бутурлин Афанасий Андреевич                 | |
| 1563                                           | Бутурлин Иван Андреевич                     | |
| 1568-1575                                      | Бутурлин Дмитрий Андреевич                  | |
| 1581                                           | Князь Гагин Иван Васильевич                 | |
| 1581-1602                                      | Годунов Иван Васильевич                     | |
| 1581                                           | Князь Троекуров Фёдор Михайлович            | |
| 15??                                           | Далматов-Карпов Долмат Фёдорович            | Во времена Ивана Грозного |
| Фёдор Иванович Блаженный                       |                                             | |
| 1584-1586                                      | Князь Елецкий Дмитрий Петрович              | |
| 1584                                           | Князь Хворостинин Фёдор Иванович            | |
| 1584                                           | Сабуров Пешко Иван Иванович                 | |
| 1584                                           | Князь Ганин Иван Васильевич                 | |
| 1584-1613                                      | Головин Иван Петрович Большой               | |
| 1585                                           | Князь Колычев Крюк Иван Фёдорович           | |
| 1585-1589                                      | Князь Засекин Борис Петрович                | |
| 1585-1604                                      | Бутурлин Иван Михайлович                    | |
| 1587-1600                                      | Клешнин Андрей Петрович                     | |
| 1587                                           | Очин-Плещеев Никита Иванович                | |
| 1587                                           | Князь Ростовский Пётр Семёнович             | |
| 1590                                           | Салтыков Михаил Глебович                    | |
| 1591                                           | Сабуров Пешко Семён Фёдорович               | |
| 1592-1607                                      | Годунов Яков Михайлович                     | |
| 1593                                           | Князь Туренин Иван Самсонович               | |
| 1596-1604                                      | Вельяминов Обенеков Дмитрий Иванович        | |
| Годунов Борис Фёдорович                        |                                             | |
| 1598-1610                                      | Бельский Богдан Яковлевич                   | |
| 1598-1605                                      | Годунов Семён Никитич                       | |
| 1598-1639                                      | Годунов Матвей Михайлович                   | |
| 1598                                           | Годунов Степан Степанович                   | |
| 1598-1622                                      | Годунов Никита Васильевич                   | |
| 1598                                           | Князь Хворостинин Василий Дмитриевич        | |
| 1598                                           | Салтыков Кривой Михаил Михайлович           | |
| 1598                                           | Юрьев Михаил Никитич                        | |
| 1598-1603                                      | Бутурлин Фома Афанасьевич                   | |
| 1601                                           | Морозов Василий Петрович                    | |
| 1601-1606                                      | Басманов Пётр Фёдорович                     | |
| 1603                                           | Князь Хворостинин Иван Дмитриевич           | |
| 1603-1611                                      | Князь Жировой-Засекин Александр Фёдорович   | |
| 1604                                           | Басманов Иван Фёдорович                     | |
| 1604-1610                                      | Годунов Иван Иванович                       | |
| 1604                                           | Князь Туренин Василий Петрович              | |
| 1604                                           | Шереметьев Пётр Никитич                     | |
| Лжедмитрий I                                   |                                             | |
| 1605-1613                                      | Князь Долгоруков Роща Григорий Борисович    | Убит |
| 1605                                           | Нагой Андрей Александрович                  | |
| 1605                                           | Нагой Григорий Фёдорович                    | |
| 1605                                           | Князь Туренин Дмитрий Васильевич            | |
| Василий IV Иванович Шуйский                    |                                             | |
| 1606-1612                                      | Головин Василий Петрович                    | |
| 1606                                           | Князь Масальской-Щеня Владимир Иванович     | |
| 1606                                           | Плещеев Алексей Романович                   | |
| 1606                                           | Князь Ромодановский Григорий Петрович       | |
| 1607                                           | Татищев Михаил Игнатьевич                   | |
| 1607-1654                                      | Головин Семён Васильевич                    | |
| 1607                                           | Щелкалов Василий Яковлевич                  | |
| 1607-1634                                      | Измайлов Артемий Васильевич                 | |
| 1610                                           | Князь Масальской Литвинов Василий Фёдорович | |
| Романов Михаил Фёдорович                       |                                             | |
| 1613                                           | Салтыков Борис Михайлович                   | |
| 1619-1620                                      | Зюзин Алексей Иванович                      | |
| 1620-1640                                      | Бутурлин Фёдор Леонтьевич                   | |
| 1622-1628                                      | Князь Лыков Фёдор Иванович                  | |
| 1623-1627                                      | Князь Долгоруков Данила Иванович            | |
| 1623                                           | Салтыков Михаил Михайлович                  | |
| 1626-1643                                      | Карпов Долматов Лев Иванович                | |
| 1627-1634                                      | Князь Волконский Григорий Константинович    | |
| 1627-1629                                      | Ахамашуков-Черкасский Василий Петрович      | |
| 1627-1640                                      | Бутурлин Фёдор Леонтьевич                   | |
| 1627-1640                                      | Далматов-Карпов Лев Иванович                | |
| 1627-1640                                      | Пушкин Григорий Гаврилович                  | |
| 1628-1629                                      | Князь Львов Алексей Михайлович              | |
| 1629 и 1636—1658                               | Князь Литвинов-Мосальский Андрей Фёдорович  | |
| 1629-1640                                      | Князь Прозоровский Семён Васильевич         | |
| 1629-1640                                      | Проестев Степан Михайлович                  | |
| 1630                                           | Стрешнев Лукьян Степанович                  | |
| 1634                                           | Стрешнев Василий Иванович                   | |
| 1634-1635                                      | Коробьин Василий Гаврилович                 | |
| 1634-1665                                      | Князь Волконский Фёдор Фёдорович            | |
| 1635                                           | Князь Масальский Андрей Фёдорович           | |
| 1636-1646                                      | Волынский Фёдор Васильевич                  | |
| 1636-1640                                      | Салтыков Михаил Михайлович                  | |
| 1636-1640                                      | Стрешнев Фёдор Степанович                   | |
| 1637                                           | Вельяминов Обенеков Николай Дмитриевич      | |
| 1640                                           | Вельяминов Мирон Андреевич                  | |
| 1640                                           | Князь Львов Дмитрий Петрович                | |
| 1640                                           | Собакин Никифор Сергеевич                   | |
| 1640-1658                                      | Пушкин Борис Иванович                       | |
| Романов Алексей Михайлович                     |                                             | |
| 1645                                           | Пушкин Григорий Гаврилович                  | |
| 1646                                           | Князь Волконский Дмитрий Петрович           | |
| 1646                                           | Князь Ромодановский Василий Григорьевич     | |
| 1646                                           | Бутурлин Михаил Матвеевич                   | |
| 1646                                           | Траханиотов Пётр Тихонович                  | |
| 1646                                           | Карпов-Долматов Фёдор Борисович             | |
| 1647                                           | Князь Пожарский Семён Романович             | |
| 1647                                           | Князь Хилков Иван Васильевич                | |
| 1648                                           | Князь Ромодановский Иван Иванович           | |
| 1649                                           | Князь Хилков Иван Андреевич                 | |
| 1649                                           | Пушкин Степан Гаврилович                    | |
| 1649-1651                                      | Бутурлин Тимофей Фёдорович                  | |
| 1650-1673                                      | Бутурлин Фёдор Васильевич                   | |
| 1650-1655                                      | Бутурлин Василий Васильевич                 | |
| 1650                                           | Ртищев Михаил Алексеевич                    | |
| 1650                                           | Чоглоков Василий Васильевич                 | |
| (?) ум. 1650                                   | Князь Волконский Пётр Фёдорович             | |
| 1651                                           | Стрешнев Степан Лукьянович                  | |
| 1651-1674                                      | Князь Долгоруков Дмитрий Алексеевич         | |
| 1652-1654                                      | Головин Пётр Петрович                       | |
| 1652-1659                                      | Князь Львов Семён Петрович                  | |
| 1653                                           | Князь Долгоруков Алексей Петрович           | |
| 1654                                           | Князь Троекуров Борис Иванович              | |
| 1655                                           | Бутурлин Андрей Васильевич                  | |
| 1655                                           | Гагин Данила Степанович                     | |
| 1655                                           | Князь Щербатов Тимофей Иванович             | |
| 1655-1667                                      | Кондырев Ждан Васильевич                    | |
| 1655                                           | Крюков Фёдор Васильевич                     | Получил кормление по должности ясельничего.                                                                                              |
| 1656                                           | Бобарыкин Никита Михайлович                 | |
| 1656                                           | Ртищев Фёдор Михайлович                     | |
| 1658-1664                                      | Елизаров Фёдор Кузьмич                      | |
| 1658-1667                                      | Еропкин Василий Михайлович                  | |
| 1658                                           | Гавренёв Иван Афанасьевич                   | |
| 1658-1661                                      | Колычёв Алексей Дмитриевич                  | |
| 1658                                           | Милославский Фёдор Яковлевич                | |
| 1658                                           | Князь Лобанов-Ростовский Иван Иванович      | |
| 1658                                           | Князь Львов Василий Петрович                | |
| 1658                                           | Князь Львов Семён Петрович                  | |
| 1658                                           | Князь Лобанов-Ростовский Никита Иванович    | |
| 1658                                           | Князь Пожарский Семён Романович             | |
| 1658-1664                                      | Князь Долгоруков Фёдор Фёдорович            | |
| 1658                                           | Князь Ромодановский Григорий Григорьевич    | |
| 1658                                           | Князь Пожарский Иван Дмитриевич             | |
| 1658                                           | Соковнин Прокофий Фёдорович                 | |
| 1658                                           | Стрешнев Иван Фёдорович Меньшой             | |
| 1658                                           | Князь Хилков Фёдор Андреевич                | |
| 1658                                           | Хитрово Богдан Матвеевич                    | |
| 1658                                           | Чоглоков Василий Александрович              | |
| 1658                                           | Шушерин Осип Иванович                       | |
| 1658                                           | Шушерин Тимофей Иванович                    | |
| 1658-1668                                      | Князь Львов Никита Яковлевич                | |
| 1658-1668                                      | Князь Долгоруков Дмитрий Алексеевич         | |
| 1658-1668                                      | Князь Долгоруков Пётр Алексеевич            | |
| 1658-1668                                      | Князь Велико-Гагин Данила Степанович        | |
| 1658-1668                                      | Бутурлин Андрей Васильевич                  | |
| 1658-1668                                      | Бутурлин Фёдор Васильевич                   | |
| 1658-1673                                      | Измайлов Семён Артемьевич                   | |
| 1658-1668                                      | Князь Пожарский Иван Дмитриевич             | |
| 1658-1668                                      | Ртищев Фёдор Семёнович                      | |
| 1658-1668                                      | Сукин Осип Иванович                         | |
| 1658-1676                                      | Князь Борятинский Иван Петрович             | |
| 1658-1676                                      | Боборыкин Никита Михайлович                 | |
| 1658-1676                                      | Волынский Михаил Семёнович                  | |
| 1658-1676                                      | Волынский Василий Семёнович                 | |
| 1658-1676                                      | Милославский Иван Михайлович                | |
| 1658-1676                                      | Стрешнев Иван Фёдорович Большой             | |
| 1658-1676                                      | Стрешнев Родион Матвеевич                   | |
| 1659                                           | Волынский Михаил Семёнович                  | |
| 1660                                           | Князь Щербатов Осип Иванович                | |
| 1665                                           | Милославский Иван Богданович                | |
| 1665                                           | Ордин-Нащокин Афанасий Лаврентьевич         | |
| (?) ум. 1667                                   | Чоглоков Василий Александрович              | |
| 1668                                           | Князь Борятинский Юрий Никитич              | |
| 1668-1675                                      | Князь Волконский Василий Богданович         | |
| 1668-1676                                      | Князь Долгоруков Владимир Дмитриевич        | |
| 1668-1676                                      | Князь Козловский Григорий Афанасьевич       | |
| 1668-1676                                      | Пушкин Матвей Степанович                    | |
| 1668-1686                                      | Скуратов Пётр Дмитриевич                    | |
| 1670-1676                                      | Шушерин Константин Осипович                 | Боярин (1682—1692). |
| 1671-1675                                      | Князь Волконский Василий Богданович         | |
| 1672                                           | Матвеев Артамон Сергеевич                   | |
| 1672                                           | Нарышкин Кирилл Полуектович                 | |
| 1675                                           | Хитрово Иван Богданович                     | |
| Романов Фёдор Алексеевич                       |                                             | |
| 1676-1677                                      | Бутурлин Иван Васильевич                    | |
| 1676                                           | Милославский Матвей Богданович              | |
| 1676                                           | Князь Лобанов-Ростовский Александр Иванович | |
| 1676                                           | Нарбеков Афанасий Самойлович                | |
| 1676                                           | Собакин Григорий Никифорович                | |
| 1676-1686                                      | Хитрово Александр Севастьянович             | |
| 1677                                           | Хитрово Иван Севастьянович                  | |
| 1677                                           | Волынский Яков Семёнович                    | |
| 1677                                           | Головин Алексей Петрович                    | |
| 1677                                           | Головин Михаил Петрович                     | |
| 1677                                           | Заборовский Семён Иванович                  | |
| 1677                                           | Матюшкин Иван Павлович                      | |
| 1677                                           | Матюшкин Пётр Иванович                      | |
| 1677                                           | Кондырев Иван Тимофеевич                    | |
| 1677                                           | Ржевский Иван Иванович                      | |
| 1677                                           | Собакин Василий Никифорович                 | |
| 1677                                           | Соковнин Фёдор Прокофьевич                  | |
| 1677                                           | Чириков Илья Иванович                       | |
| 1677                                           | Юшков Борис Гаврилович                      | |
| 1677                                           | Князь Волконский Григорий Афанасьевич       | |
| 1677                                           | Князь Троекуров Иван Борисович              | |
| 1677-1686                                      | Чириков Андрей Иванович                     | |
| 1677-1686                                      | Кондырев Пётр Тимофеевич                    | |
| 1677-1692                                      | Князь Львов Степан Фёдорович                | |
| 1678                                           | Кондырев Семён Тимофеевич                   | |
| 1678-1686                                      | Прончищев Иван Афанасьевич                  | |
| 1678-1692                                      | Чаадаев Иван Иванович                       | |
| 1679                                           | Стрешнев Никита Константинович              | |
| 1679                                           | Бутурлин Борис Васильевич                   | |
| 1679                                           | Волынский Иван Фёдорович                    | |
| 1679                                           | Коданов Иван Михайлович                     | |
| 1679                                           | Князь Львов Михаил Иванович                 | |
| 1679-1686                                      | Князь Барятинский Данила Афанасьевич        | |
| 1680                                           | Князь Борятинский Данила Афанасьевич        | |
| 1680                                           | Языков Иван Максимович                      | |
| 1680                                           | Князь Горчаков Борис Васильевич             | |
| 1680                                           | Лихачев Алексей Тимофеевич                  | |
| 1681                                           | Князь Коркодинов Иван Михайлович            | |
| 1681                                           | Князь Лыков Михаил Иванович                 | |
|                                                |                                             | |
| Романовы Иван V Алексеевич и Пётр I Алексеевич |                                             | |
| 1682                                           | Боборыкин Роман Фёдорович                   | |
| 1682                                           | Леонтьев Фёдор Иванович                     | |
| 1682                                           | Леонтьев Андрей Иванович                    | |
| 1682                                           | Леонтьев Иван Юрьевич                       | |
| 1682-1692                                      | Леонтьев Василий Юрьевич                    | |
| 1682                                           | Языков Павел Петрович                       | |
| 1682                                           | Князь Волконский Федул Фёдорович            | |
| 1682                                           | Князь Волконский Михаил Андреевич           | |
| 1682                                           | Князь Волконский Владимир Иванович          | |
| 1682                                           | Князь Львов Пётр Лукич                      | |
| 1682                                           | Волынский Фёдор Львович                     | |
| 1682-1692                                      | Глебов Михаил Иванович                      | |
| 1682                                           | Головин Пётр Алексеевич                     | |
| 1682                                           | Голохвастов Лев Демидович                   | |
| 1682                                           | Князь Жировой-Засекин Михаил Фёдорович      | |
| 1682                                           | Матвеев Андрей Артамонович                  | |
| 1682                                           | Протасьев Александр Петрович                | |
| 1682                                           | Пушкин Богдан Фёдорович                     | |
| 1682                                           | Толстой Андрей Васильевич                   | |
| 1682                                           | Щегловитов Фёдор Леонтьевич                 | |
| 1682-1686                                      | Милославский Ларион Семёнович               | |
| 1682-1686                                      | Стрешнев Тихон Никитич                      | |
| 1682-1686                                      | Князь Хилков Яков Васильевич                | |
| 1682-1686                                      | Хлопов Кирилл Осипович                      | |
| 1682-1692                                      | Змеев Венедикт Андреевич                    | |
| 1682-1692                                      | Князь Горчаков Борис Васильевич             | |
| 1682-1692                                      | Нарбеков Василий Савинович                  | |
| 1682-1692                                      | Полибин Богдан Фёдорович                    | |
| 1682-1692                                      | Пушкин Иван Фёдорович                       | |
| 1682-1692                                      | Соковнин Алексей Прокофьевич                | |
| 1683                                           | Князь Ростовский Никита Павлович            | |
| 1683-1686                                      | Неплюев Леонтий Романович                   | |
| 1683-1686                                      | Бутурлин Иван Фёдорович                     | |
| 1683-1686                                      | Князь Оболенский Матвей Венедиктович        | |
| 1683-1686                                      | Ржевский Алексей Иванович                   | |
| 1683-1692                                      | Мусин-Пушкин Иван Алексеевич                | |
| 1683-1692                                      | Измайлов Матвей Петрович                    | |
| 1683-1692                                      | Толочанов Семён Фёдорович                   | |
| 1683-1692                                      | Князь Хотетовский Иван Степанович           | |
| 1683-1692                                      | Князь Шаховской Фёдор Иванович              | |
| 1683-1692                                      | Князь Щербатов Дмитрий Нефедьевич           | |
| 1684-1713                                      | Апраксин Пётр Матвеевич                     | |
| 1684-1692                                      | Акинфов Никита Иванович                     | |
| 1684-1727                                      | Апраксин Фёдор Матвеевич                    | Губернатор Астраханский (1693), генерал-адмирал (1706)                                                                                   |
| 1684-1686                                      | Татищев Михаил Юрьевич                      | |
| 1684-1692                                      | Желябужский Иван Афанасьевич                | |
| 1684-1692                                      | Князь Жировой-Засекин Василий Фёдорович     | |
| 1685                                           | Князь Дашков Иван Иванович                  | |
| 1686                                           | Головин Фёдор Алексеевич                    | |
| 1686                                           | Пушкин Яков Степанович                      | |
| 1686 и 1692                                    | Лихачёв Михаил Тимофеевич                   | |
| 1687-1692                                      | Князь Львов Михаил Никитич                  | |
| 1688                                           | Лопухин Пётр Абрамович Меньшой              | |
| 1688                                           | Нарышкин Кондратий Фомич                    | |
| 1688                                           | Нарышкин Матвей Филиппович                  | |
| 1688                                           | Шепелев Аггей Алексеевич                    | |
| 1688-1692                                      | Леонтьев Иван Юрьевич                       | |
| 1688-1692                                      | Матюшкин Иван Афанасьевич                   | |
| 1688-1692                                      | Князь Львов Пётр Лукич                      | |
| 1688-1692                                      | Собакин Михаил Васильевич                   | |
| 1689                                           | Головин Иван Семёнович                      | |
| 1689                                           | Лопухин Василий Абрамович                   | |
| 1689                                           | Лопухин Фёдор Абрамович                     | |
| 1689                                           | Лопухин Пётр Абрамович Большой              | |
| 1689                                           | Головкин Иван Семёнович                     | |
| 1689                                           | Полтев Семён Ерофеевич                      | |
| 1689                                           | Татищев Иван Михайлович                     | |
| 1689                                           | Шакловитый Фёдор Леонтьевич Большой         | |
| 1689-1692                                      | Головин Иван Иванович                       | |
| 1689-1692                                      | Квашнин-Самарин Кирьян Иванович             | |
| 1689-1692                                      | Нарышкин Григорий Филимонович               | |
| 1689-1692                                      | Савёлов Павел Петрович                      | |
| 1689-1692                                      | Стрешнев Дмитрий Яковлевич                  | |
| 1690                                           | Темносиний Иван Никитич                     | |
| 1690-1692                                      | Леонтьев Андрей Иванович                    | |
| 1690-1692                                      | Князь Засекин Иван Никитич                  | |
| 1690-1692                                      | Зыков Фёдор Тимофеевич                      | |
| 1690-1692                                      | Колупаев Михаил Петрович                    | |
| 1690-1692                                      | Глебов Михаил Иванович                      | |
| 1690-1692                                      | Голохвастов Иов Демидович                   | |
| 1690-1692                                      | Павлов Родион Михайлович                    | |
| 1690-1692                                      | Савёлов Тимофей Петрович                    | |
| 1690-1692                                      | Стрешнев Василий Фёдорович                  | |
| 1690-1692                                      | Князь Ухтомский Иван Юрьевич                | |
| 1690-1692                                      | Князь Шаховской Перфилий Иванович           | |
| 1691                                           | Колтовский Семён Семёнович                  | |
| 1691                                           | Нарышкин Василий Фёдорович                  | |
| 1691-1692                                      | Нарбеков Фёдор Савинович                    | |
| 1691-1692                                      | Князь Борятинский Фёдор Юрьевич             | |
| 1691-1692                                      | Протасьев Александр Петрович                | |
| 1692                                           | Леонтьев Василий Юрьевич                    | |
| 1692                                           | Нарышкин Иван Иванович                      | |
| 1692                                           | Потёмкин Пётр Иванович                      | |
| 1692                                           | Князь Чермной-Волконский Владимир Иванович  | |
| 1692                                           | Юшков Тимофей Борисович                     | |
| 1693                                           | Головин Пётр Алексеевич                     | |
| 1693                                           | Князь Жировой-Засекин Михаил Фёдорович      | |
| 1693                                           | Шушерин Юрий Фёдорович                      | |
| 1693-1696                                      | Чоглоков Тимофей Васильевич                 | |
| 1711                                           | Юшков Алексей Александрович                 | Пожалован из стольников в окольничие (04 ноября 1711) при поездке государя в г. Ельбинг. Больше пожалований в окольничие не было         |